# I Could Use a Love Song
«I Could Use a Love Song» — песня, записанная американской кантри-исполнительницей Марен Моррис, вышедшая 27 марта 2017 года на лейбле Columbia Nashville. Издана в качестве третьего сингла с дебютного альбома Hero. Авторами и продюсерами песни стали сама Марен Моррис, Басби, Лора Вельц и Джимми Роббинс.
Сингл был сертифицирован в золотом статусе Recording Industry Association of America (RIAA).

## История
«I Could Use a Love Song» была анонсирована в качестве третьего официального сингла с альбома 24 февраля 2017 года. На кантри-радио она стала доступна для прослушивания 13 марта, но получила официальный статус только с 27 марта.
«I Could Use a Love Song» дебютировал на позиции № 56 в радиоэфирном кантри-чарте Billboard Country Airplay с 1 апреля 2017 года, став лучшим дебютом той недели. К декабрю 2017 года тираж составил 206,000 копий в США. Позднее сингл достиг первого места в чарте Country Airplay (20 января 2018), став вторым для Моррис чарттоппером и первым в сольном исполнении.
Песня получила положительные отзывы музыкальной критики и интернет-изданий: Mike Wass из Idolator, Billy Dukes из Taste of Country, Sounds Like Nashville, The Boot.

### Номинации и награды
| Год  | Ассоциация    | Категория                     | Результат |
| ---- | ------------- | ----------------------------- | --------- |
| 2018 | Grammy Awards | Best Country Solo Performance | Номинация |

## Чарты
| Чарт (2017–18)                    | Наивысшая позиция |
| --------------------------------- | ----------------- |
| Канада (Billboard Country)        | 14                |
| США (Billboard Hot 100)           | 56                |
| США (Billboard Country Airplay)   | 1                 |
| США (Billboard Hot Country Songs) | 7                 |

| Чарт (2017)                        | Позиция |
| ---------------------------------- | ------- |
| Канада, Canada Country (Billboard) | 31      |
| США, Country Airplay (Billboard)   | 44      |
| США, Hot Country Songs (Billboard) | 25      |

## Сертификации
| Регион | Сертификация | Продажи |
| --- | ------------ | ------- |
| Канада (Music Canada) | Платиновый   | 80 000  |
| США (RIAA) | Золотой      | 500 000 |
| ^ Данные о тиражах приведены только на основе сертификации. · Данные о продажах + прослушиваниях приведены только на основе сертификации. |              |         |